# Coelachyrum piercei
Coelachyrum piercei là một loài thực vật có hoa trong họ Hòa thảo. Loài này được (Benth.) Bor mô tả khoa học đầu tiên năm 1952.